# Claude Mediavilla
 (décembre 2013).
Claude Mediavilla (né à Toulouse en 1947) est un calligraphe, créateur de caractères et peintre français.

## Biographie
Claude Mediavilla est né en septembre 1947 à Toulouse dans le sud de la France. De 1965 à 1971, il suit des études de calligraphie, paléographie et peinture à l’École des Beaux-Arts de Toulouse et au Scriptorium de Toulouse. Il rejoint l’École des beaux-arts de Paris en 1976 en tant qu'enseignant. Tout au long de sa carrière, il continue de délivrer son enseignement à des étudiants de toutes nationalités — École des Arts décoratifs de Paris, France, 1987 ; Université des Arts à Hambourg, Allemagne, 1999 ; Université des Arts à Pusan, Corée du Sud, 2002 — et anime de nombreux stages et conférences en France comme à l’étranger (États-Unis, Belgique, Pays-Bas, Allemagne…).
En 1975, il ouvre son propre studio de création à Paris et réalise des travaux typographiques et calligraphiques pour des agences de publicité, des organisations gouvernementales et des clients privés,. Le président de la République française, diverses ambassades et des ministères de pays étrangers, comme l’Allemagne, le Japon, les États-Unis ou l’Italie, font appel à ses services pour des travaux de prestige.
Claude Mediavilla a reçu le prix Charles Peignot en 1982.

## Caractères
- Mediavilla (1976)
- Palazzo (1985)
- Media Script (1986)
- Galba (1987)
- Gallus Titling (2010)
- Aldi Roman (2010)

## Œuvres
- Histoire de la calligraphie française, Albin Michel, 2006.
- L’ABCdaire de la calligraphie chinoise, Flammarion, Paris, 2002  (ISBN 2080106708)
- Le Dieu des hirondelles, Albin Michel, Paris, 2002
- Le Manuel d’Épictète, A. Michel, Paris, 2000  (ISBN 2226112383)
- L’ABCdaire de la calligraphie, Flammarion, Paris, 2000
- (avec Bruno Lussato), Claude Mediavilla : Du signe calligraphié à la peinture abstraite, Paris, 1996  (ISBN 2906869821)
- Calligraphie : Du signe calligraphié à la peinture abstraite, Paris, Imprimerie nationale, 1993 (ISBN 2743301597)

## Sources
- « Prix Charles Peignot », sur ATypI.org